# オーストラリアアルプス山脈
オーストラリアアルプス山脈（オーストラリアアルプスさんみゃく、Australian Alps Range）は、オーストラリアの東海岸を南北に走るグレートディバイディング（大分水嶺）山脈（Great Dividing Range）の一番南側に相当する部分の山脈で、特にオーストラリアの最高峰コジオスコ（Mt. Kosciusko：2,230m）など2,000m級の山々が続くこともあり、「オーストラリアアルプス」と呼ばれている。